# Tyskland ved sommer-OL 1900
Tyskland ved sommer-OL 1900. 78 udøvere fra Tyskland, alle mænd, deltog i ti sportsgrene under Sommer-OL 1900 i Paris. Tyskland kom på syvende pladsen med medaljefordelingen fire guld-, to sølv- og to bronzemedaljer. 

## Medaljer
| 1900 Paris | Guld | Sølv | Bronze | Total |
| Tyskland   | 4    | 2    | 2      | 8     |

Der blev ikke uddelt guld, sølv og bronzemedaljer under Sommer-OL 1900 i Paris. Vinderen fik en sølvmedalje og den som kom på anden pladsen fik bronze. Det var først under Sommer-OL 1904 der blev uddelt medaljer til de tre bedste, men IOC har med tilbagevirkende kraft besluttet at medaljefordelingen også gælder for de olympiske lege 1896 i Athen og 1900 i Paris

## Medaljevinderne
| Tyskland under OL 1900 Paris | Tyskland under OL 1900 Paris | Tyskland under OL 1900 Paris | Tyskland under OL 1900 Paris   | Tyskland under OL 1900 Paris |
| Medaljer                     | Udøver | Sport                        | Øvelse                         | Resultat                     |
| ---------------------------- | --- | ---------------------------- | ------------------------------ | ---------------------------- |
| Guld                         | Ernst Hoppenberg | Svømning                     | 200 meter ryg                  | 2.47,0                       |
| Guld                         | Germania R.C. Hamburg Gustav Ludwig Goßler Oscar Goßler Walther Katzenstein Waldemar Tietgens Carl-Alfred Goßler | Roning                       | firer med styrman              | 5.59,0                       |
| Guld                         | Deutscher Schwimm Verband Berlin: Julius Frey Max Hainle Ernst Hoppenberg Herbert von Petersdorff Max Schöne | Svømning                     | 200 meter hold                 |                              |
| Guld                         | Aschenbrödel (1,1 ton) Georg Naue Heinrich Peters Ottokar Weise Paul Wiesner | Sejlsport                    | Klasse 1 til 2 ton (2. race)   | 3.09,19                      |
| Sølv                         | Tysklands rugby union-hold: Albert Amrhein Hugo Betting Jacob Herrmann Willy Hofmeister Hermann Kreuzer Arnold Landvoigt Hans Latscha Erich Ludwig Richard Ludwig Fritz Müller Eduard Poppe Heinrich Reitz August Schmierer Adolf Stockhausen Georg Wenderoth | Rugby union                  | rugby union                    |                              |
| Sølv                         | Aschenbrödel (1,1 ton) Georg Naue Heinrich Peters Ottokar Weise Martin Wiesner | Sejlsport                    | Åben klasse                    |                              |
| Bronze                       | R.C. Favorite Hammonia Hamburg Wilhelm Carstens Julius Körner Adolf Möller Hugo Rüster Egmont Zahn | Roning                       | firer med styrmand (1. finale) | 7.18,2                       |
| Bronze                       | Ludwigshafener Ruderverein Ernst Felle Otto Fickeisen Carl Lehle Hermann Wilker Franz Kröwerath | Roning                       | firer med styrmand (2. finale) | 6.25,0                       |